# Piława Górna
Piława Górna (udtale: [pʲiˈwava ˈɡurna])  er en by  i  den  sydøstlige  del af  Voivodskabet Nedre Schlesien i det sydvestlige Polen.  Byen  har 6.126(2021) indbyggere og et areal på 	20,93 km².  Den er en del af   powiatet (amt) Dzierżoniów. Den ligger i den vestlige del af Wzgórza Strzelińskie bakkerne, cirka 15 km øst for Dzierżoniów, og 54 km syd for den regionale hovedstad Wrocław. 

## Historie
Den ældste historiske omtale af Piława Górna kommer fra det 12. århundrede under det latinske navn Pilava Superius.  Piława Górna var en del af det Piast-regerede Polen. I 1189 gav biskoppen af Wrocław Żyrosław 2. Piława til Johanniterordenen fra Strzegom. Efter polsk styre kom Piława Górna  under Kongeriget Bøhmen, Ungarn, igen Bøhmen og Habsburg-monarkiet. Det var en landbrugs-landsby i Nedre Schlesien.

## Gallery
- Uddannelsescenter
- Monument for polakker deporteret til Sibirien
- Postkontor
- Slot